# کبرا (شخصیت کمیک)
کبرا (به انگلیسی: Cobra) عنوان چندین شخصیت خیالی در کتاب‌های کامیک آمریکایی منتشر شده توسط مارول کامیکس است؛ و برای اولین بار، در شمارهٔ ۹۸ سفر به رمز و راز (Journey into Mystery) در نوامبر ۱۹۶۳ معرفی شد. نامدارترین شخصیت با عنوان کبرا، کلاوس وورهیز است که با نام مستعار شاه کبرا شناخته می‌شود.